# عيتا الفخار
عيتا الفخار هي إحدى القرى اللبنانية من قرى قضاء راشيا في محافظة البقاع.

## أعلام
- إدموند غريب

## وصلات خارجية
- Village Website